# Houston Zoo
Koordinaten: 29° 42′ 58″ N, 95° 23′ 26″ W
Der Houston Zoo ist der Zoo der Stadt Houston im US-Bundesstaat Texas. Er wurde 1922 eröffnet und ist Mitglied der Association of Zoos and Aquariums (AZA). Gemäß dem Motto des Zoos The Houston Zoo connects communities with animals, inspiring action to save wildlife.  ist es sein Ziel, das Zusammenleben von Mensch und Tier zu fördern und für den Erhalt der Wildtiere zu werben.

## Tierbestand
Im Houston Zoo leben ca. 6000 Tiere in rund 700 Arten. Es werden Säugetiere, Vögel, Reptilien, Amphibien und Insekten aller Kontinente gezeigt. Unter den Säugetieren nimmt die Präsentation von Groß- und Kleinkatzen sowie weiterer Katzenartigen einen breiten Raum ein, wie auch die folgende Bildauswahl aus dem Bestand des Zoos der Jahre 2009 bis 2012 ausdrückt:

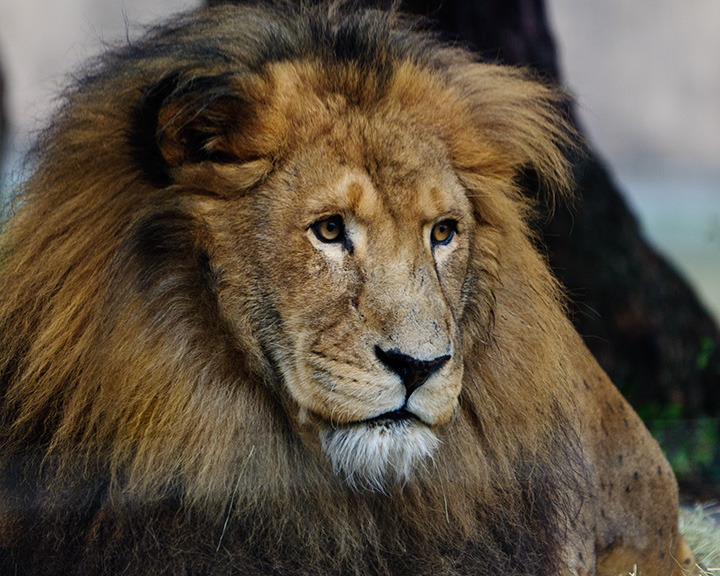
Löwe (Panthera leo)
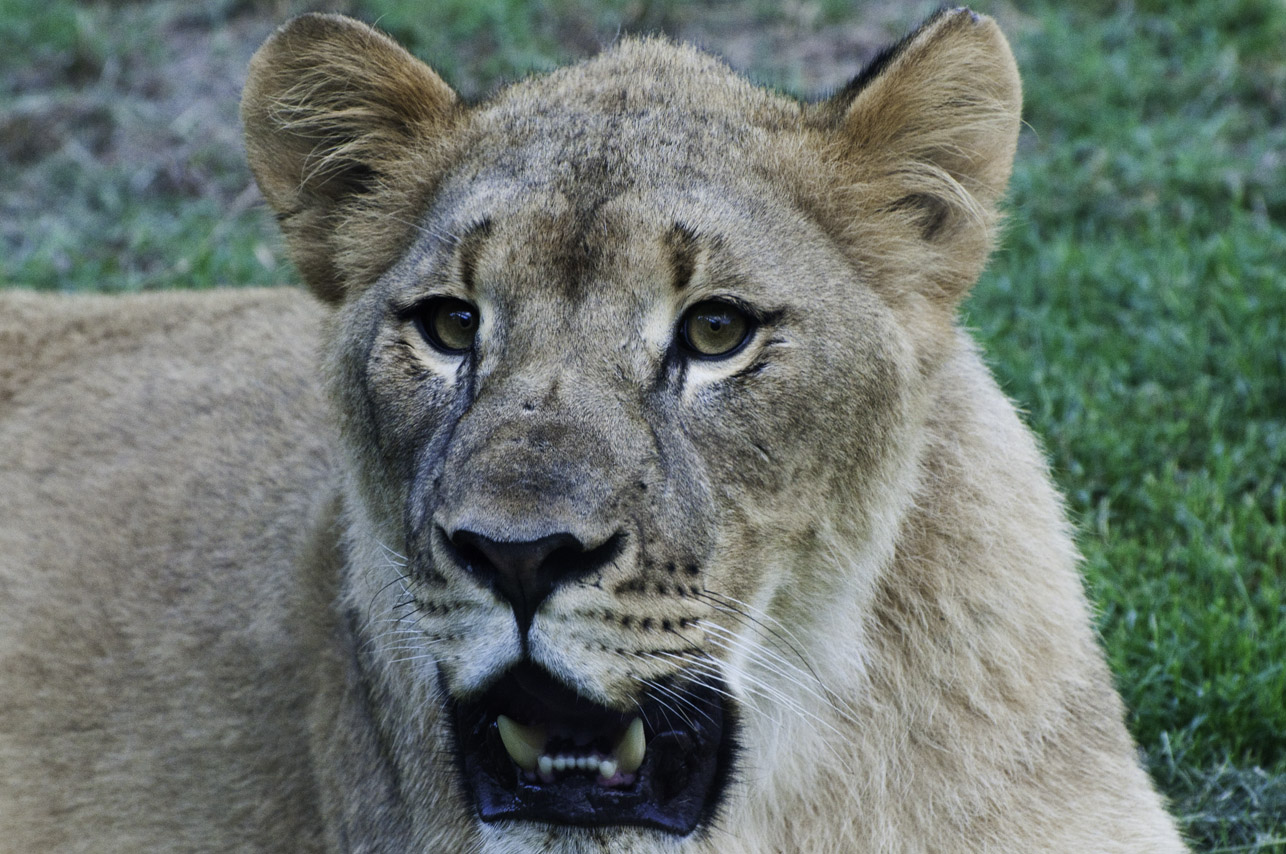
Löwin (Panthera leo)
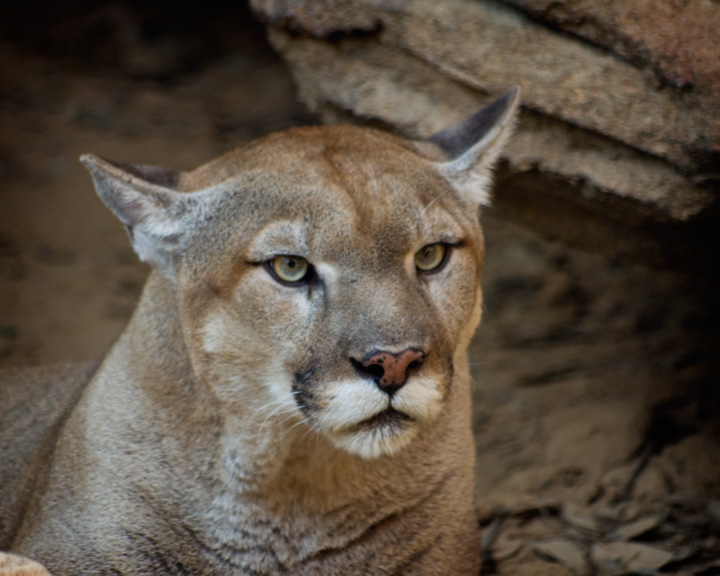
Puma (Puma concolor)
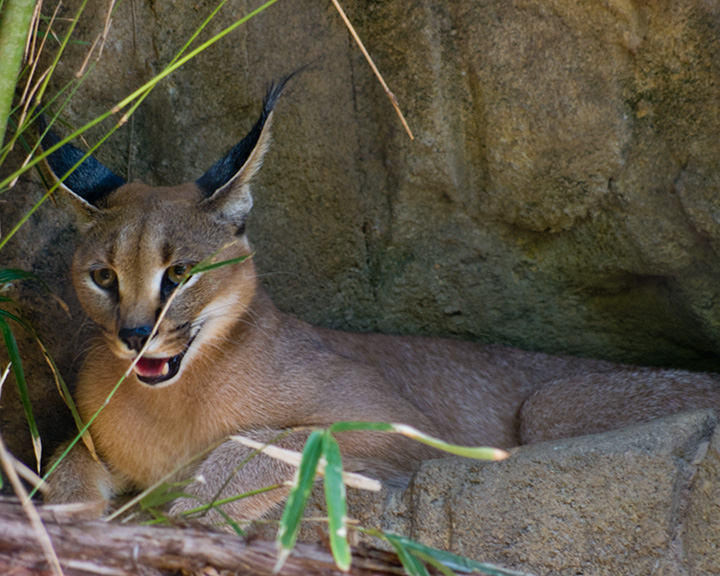
Karakal (Caracal caracal)
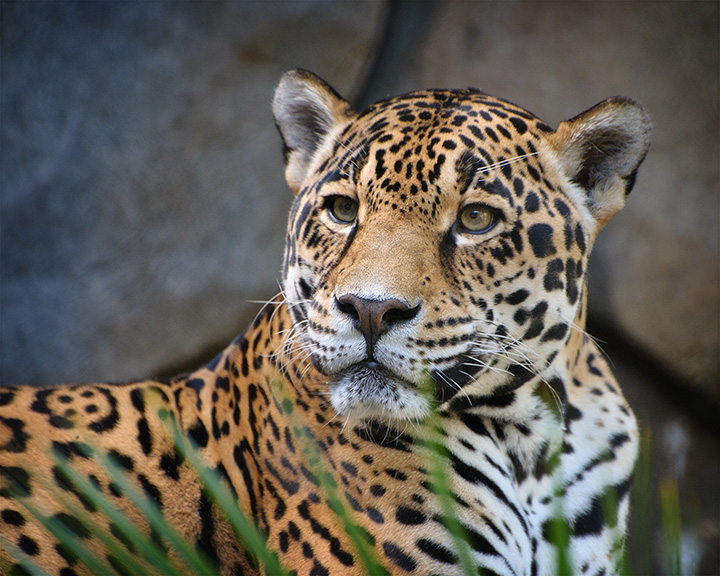
Jaguar (Panthera onca)
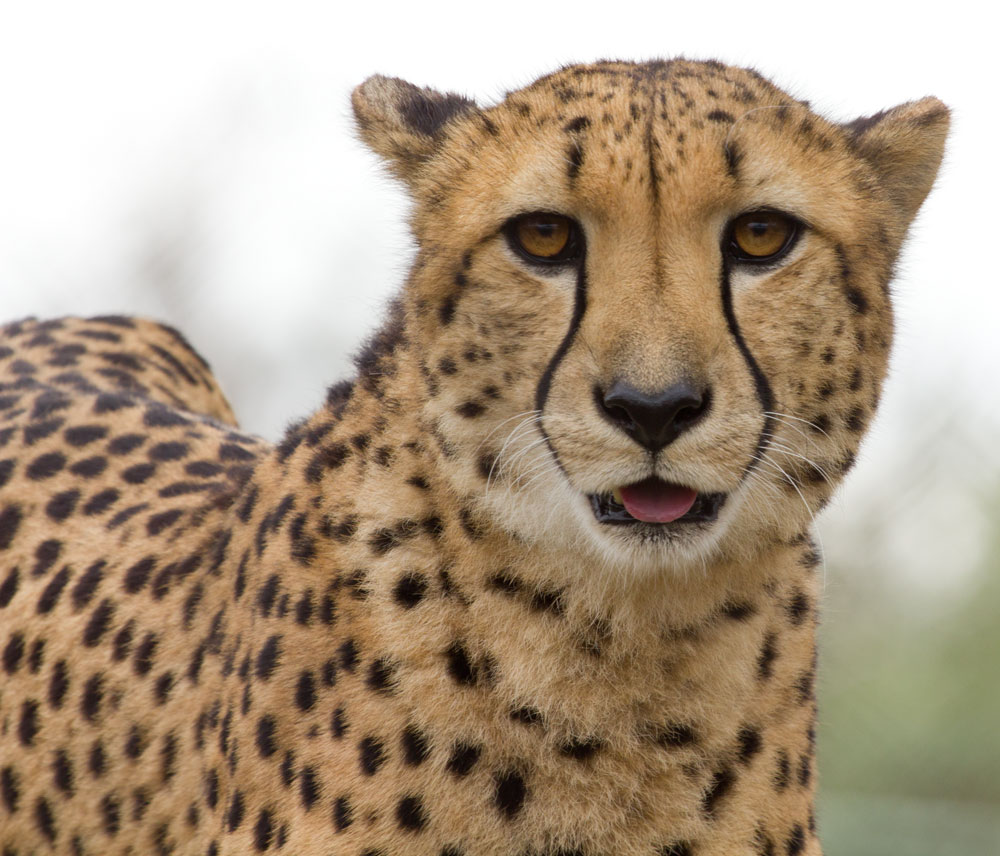
Gepard (Acinonyx jubatus)
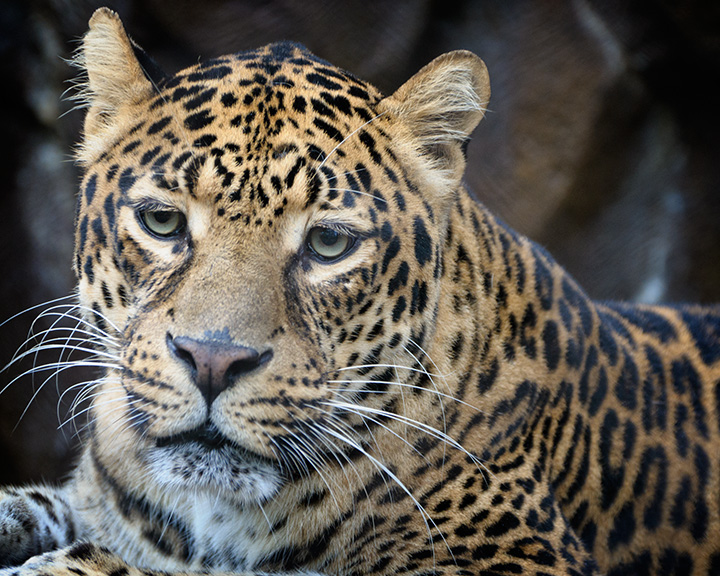
Leopard (Panthera pardus)
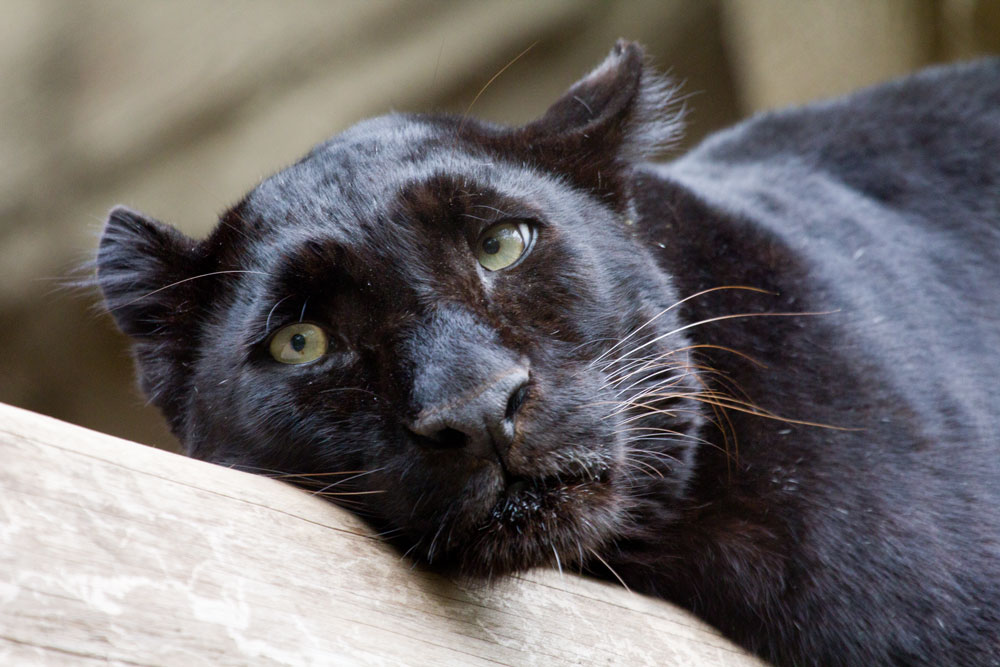
Schwarzer Panther (Panthera pardus)
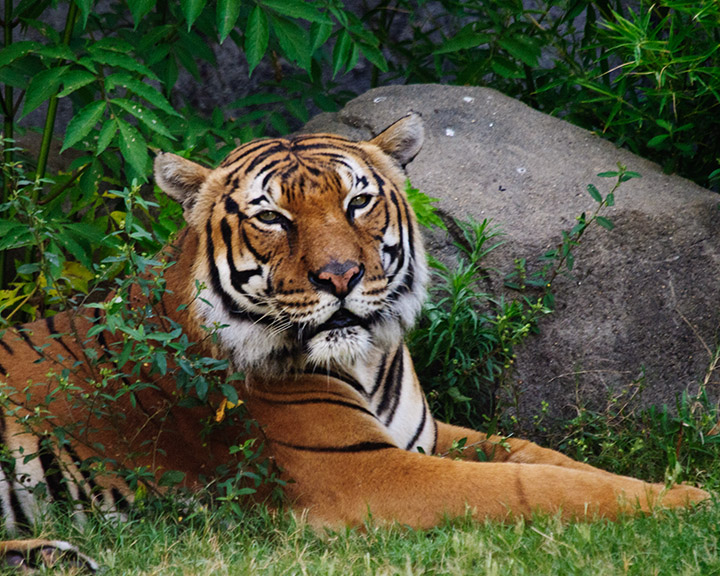
Tiger (Panthera tigris)
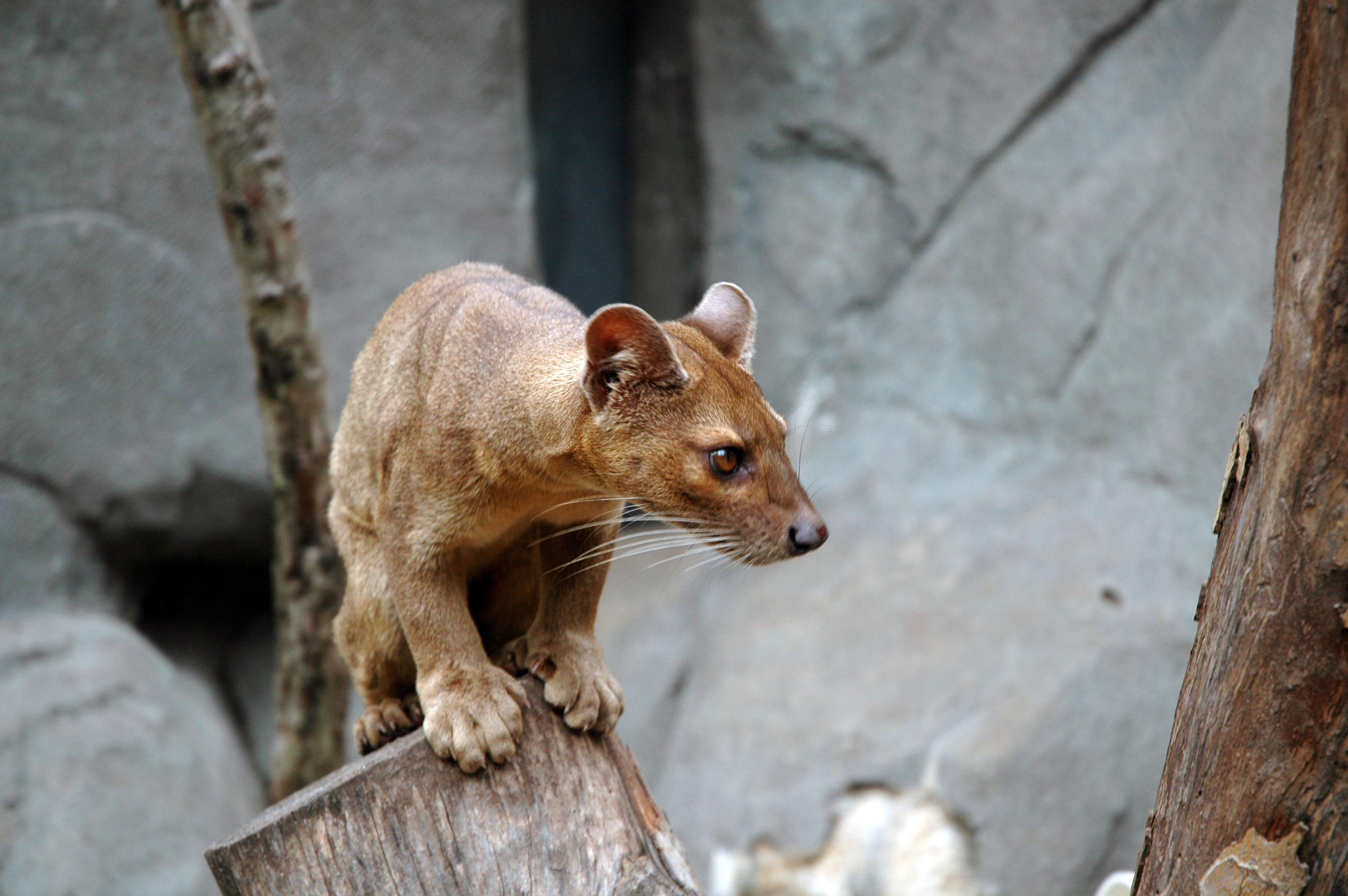
Fossa (Cryptoprocta ferox)
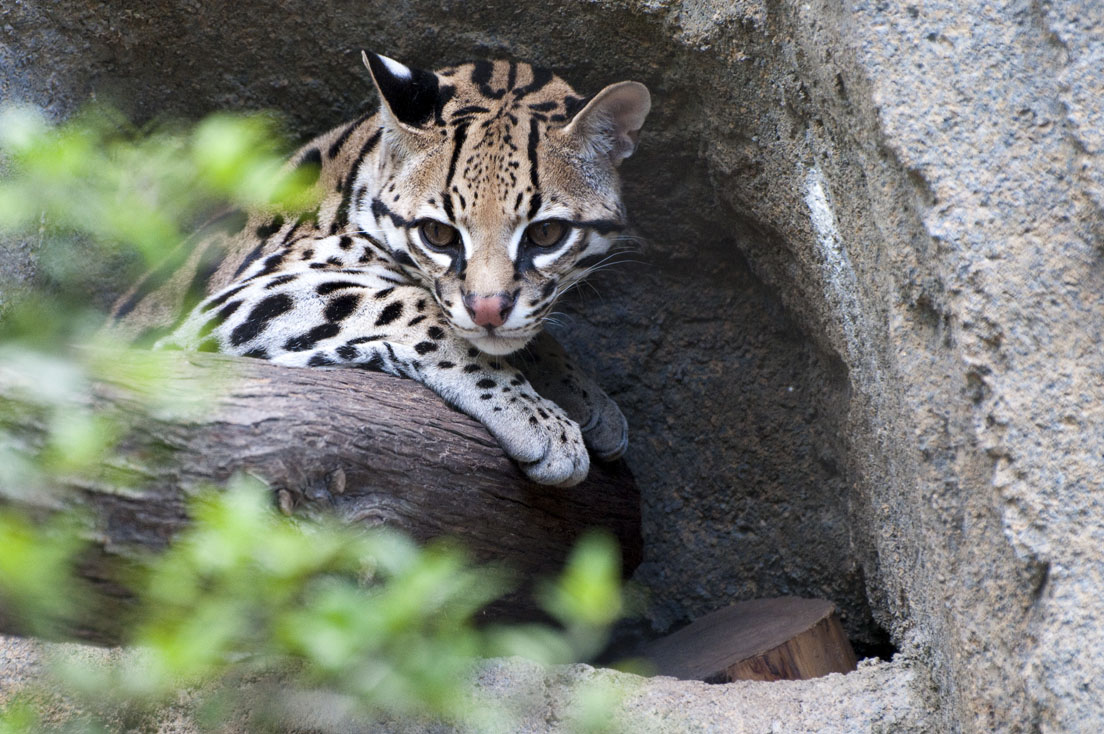
Ozelot (Leopardus pardalis)
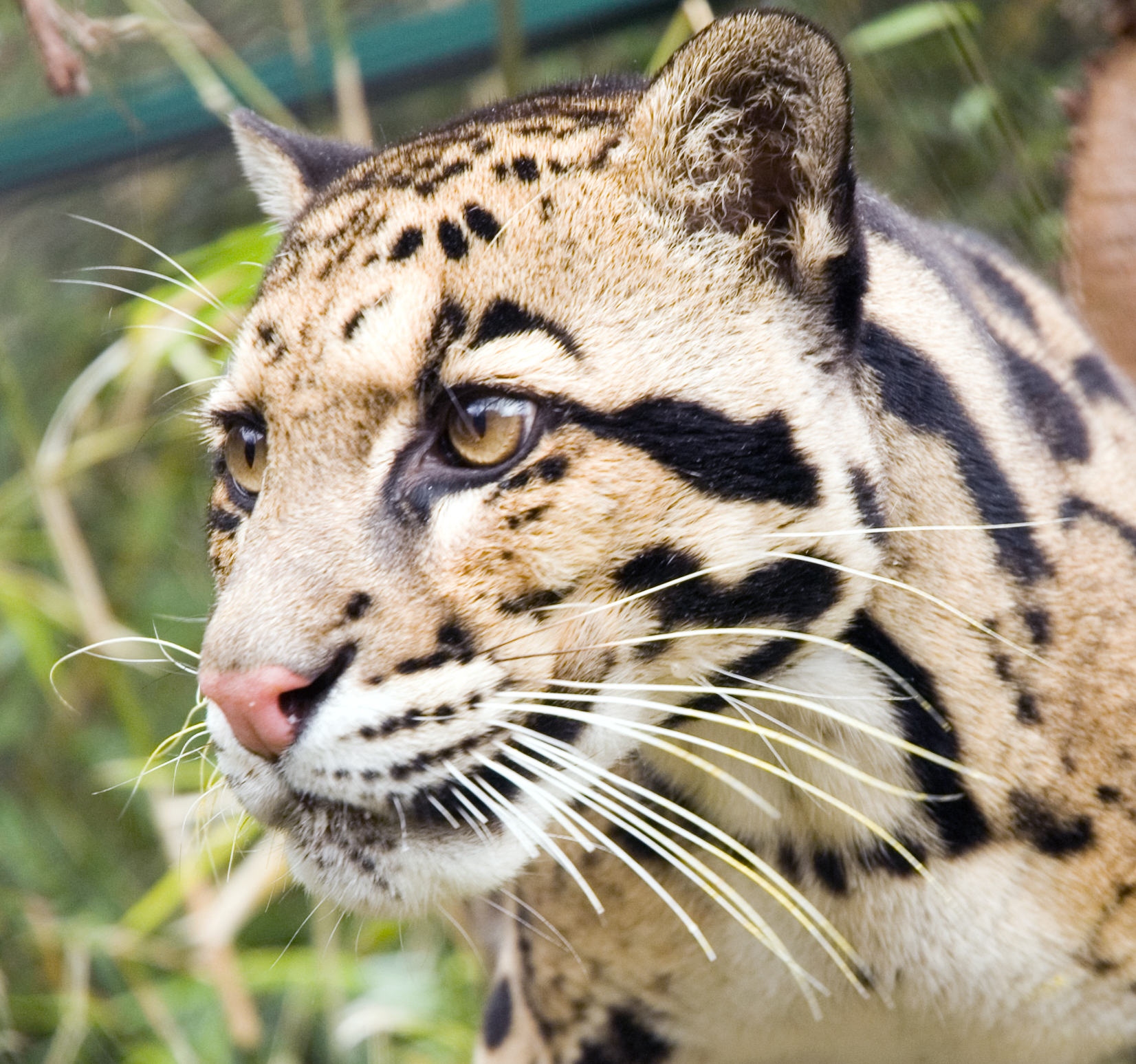
Nebelparder (Neofelis nebulosa)

## Anlagen
Die Tiere sind überwiegend in Freianlagen nach geographischen Gesichtspunkten, wie sie auch ihren natürlichen Lebensräumen nachempfunden sind, zusammengestellt. An größeren Gebäuden sind ein Reptilien- und Amphibienhaus sowie ein Insektarium (Bug House) vorhanden. Die Anlagen werden gemäß den sich ändernden internationalen Vorgaben bezüglich einer artgerechten Tierhaltung ständig modifiziert. Zur 100-Jahr-Feier des Zoos im Jahr 2022 sind erhebliche Umbauten geplant, um dem Zoo zu diesem Anlass ein besonders attraktives Aussehen zu verleihen. Einige Gebäude werden während der Bauphase vorübergehend schließen und die betroffenen Tiere werden in Behelfsunterkünfte verlagert. Unter dem Namen Galápagos Islands soll zum Jubiläum eine neue, der Tierwelt der Galapagosinseln  gewidmete Anlage eröffnet werden. An Bildungsprogrammen werden virtuelle Zoo-Touren, virtuelle Tier-Dokumentationen für Schulen oder Informationen per Webcams angeboten.

## Arterhaltungsprogramm Houston-Kröte

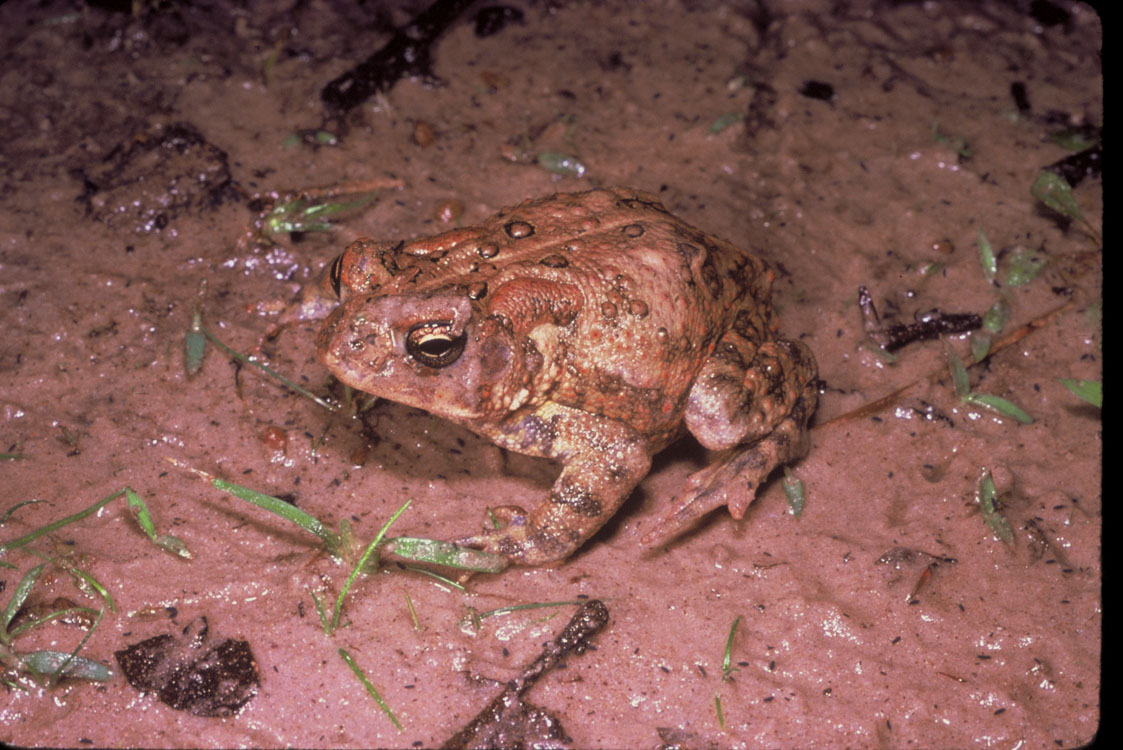
Houston-Kröte (Anaxyrus houstonensis)

Der Houston Zoo unterstützt nahezu 50 Arterhaltungsprogramme in 27 Ländern weltweit. Auch in Texas werden Wiederansiedlungsprogramme durchgeführt. Ein besonderes Anliegen ist der Erhalt der stark gefährdeten Houston toad (Houston-Kröte) (Anaxyrus houstonensis). Der Zoo beschäftigt zwei Mitarbeiter, die sich ausschließlich um das Kröten-Programm kümmern. Dieses Programm läuft seit 2007 und es leben ca. 600 Houston-Kröten dauerhaft im Houston Zoo. Ab Februar jeden Jahres werden Zuchtpaare zusammengestellt. Die nach der Paarung gelegten Laichschnüre enthalten je 4.000 bis 10.000 Eier. Die befruchteten Laichschnüre werden in speziellen Transportbehältern gesammelt und im Bastrop County in Teichen ausgesetzt. Im Jahr 2020 wurden auf diese Weise beispielsweise 899.700 Eier in die Freiheit entlassen.